# 1646

## Esdeveniments
Països Catalans
- Josep d'Ardena i Francesc Martí i Viladamor són designats per la Diputació del General de Catalunya i el Consell de Cent com a comissionats per a assistir al congrés de Münster.
- Setge de Lleida, batalla de la Guerra dels Segadors, amb victòria castellana.

Resta del món

## Naixements
Països Catalans
Resta del món
- 23 de febrer - Japó: Tokugawa Tsunayoshi, 36è shogun (m. 1709).
- 16 d'abril - París (França): Jules Hardouin Mansart, arquitecte francès (m. 1708).[1]
- 5 de juny - Venècia: Elena Cornaro Piscopia, filòsofa veneciana, primera dona a assolir una titulació universitària (m. 1684).[2]
- 21 de juny - Leipzig, Ducat de Saxònia: Gottfried Wilhelm Leibniz, filòsof, matemàtic i polític alemany (m. 1716).

## Necrològiques
Països Catalans
Resta del món
- París: Daniel Dumonstier, pintor francès dedicat a la reialesa (n. 1574).[3]